# Carl Hermann Eberstein
Carl Hermann Eberstein (* 20. November 1829 in Hamburg; † 19. Oktober 1885 ebenda) war ein deutscher Jurist und Kommunalpolitiker.

## Leben
Nach seinem Schulbesuch auf dem Johanneum in Hamburg war Eberstein seit dem 29. April 1846 zum Studium der Rechtswissenschaften an der Universität Heidelberg immatrikuliert. 1848 unterbrach er seine Studien, um am Aufstand in Berlin und der Revolution in Baden teilzunehmen. Danach war Eberstein seit dem 21. April 1849 wieder in Heidelberg eingeschrieben und wurde dort am 13. März 1850 zum Dr. jur. promoviert. Er wurde am 28. Juni 1850 in Hamburg als Advokat immatrikuliert und war als solcher bis 1869 zugelassen.
Er arbeitete als Redakteur der Hamburger Nachrichten und der Zeitung Reform. Bei den Hamburger Nachrichten bearbeitete er die „innere Politik“, „kommunale Angelegenheiten“ und die „Vaterstädtischen Blätter“.
Eberstein diente beim Hamburger Bürgermilitär. Dort war er von 1858 bis 1866 Hauptmann der 2. Kompanie des 5. Infanterie-Bataillons. 1867 war er 1. Major und Chef dieses Bataillons.
Von 1859 bis 1869 gehörte Eberstein der Hamburgischen Bürgerschaft als Abgeordneter an. Er war von 1862 bis 1868 Mitglied des Bürgerausschusses und 1863 bis 1865 Schriftführer der Bürgerschaft. Ab 1869 bis zu seinem Tod amtierte Eberstein als Sekretär des Bürgerausschusses (seit 1881 Sekretär der Bürgerschaft), Wilhelm Heyden war in diesem Amt sein Nachfolger. Zudem war er von 1864 bis 1866 Mitglied der Zentralkommission für die allgemeinen Wahlen zur Bürgerschaft und 1876 bis 1885 Schulpfleger.

## Schriften
- Hamburgs Entwicklung von 1860–1884: Eine Skizze in Veranlassung des 25jährigen Bestehens der gegenwärtigen Bürgerschaft zusammengestellt. Hamburg 1884.
- Hamburgs Anschluß an das deutsche Zollgebiet: Verhandlungen zwischen Senat und Bürgerschaft. Meißner, Hamburg 1881 (Nach stenografischen Berichten im Auftrag des Vorstands der Bürgerschaft herausgegeben).